# Norwegian Long Haul

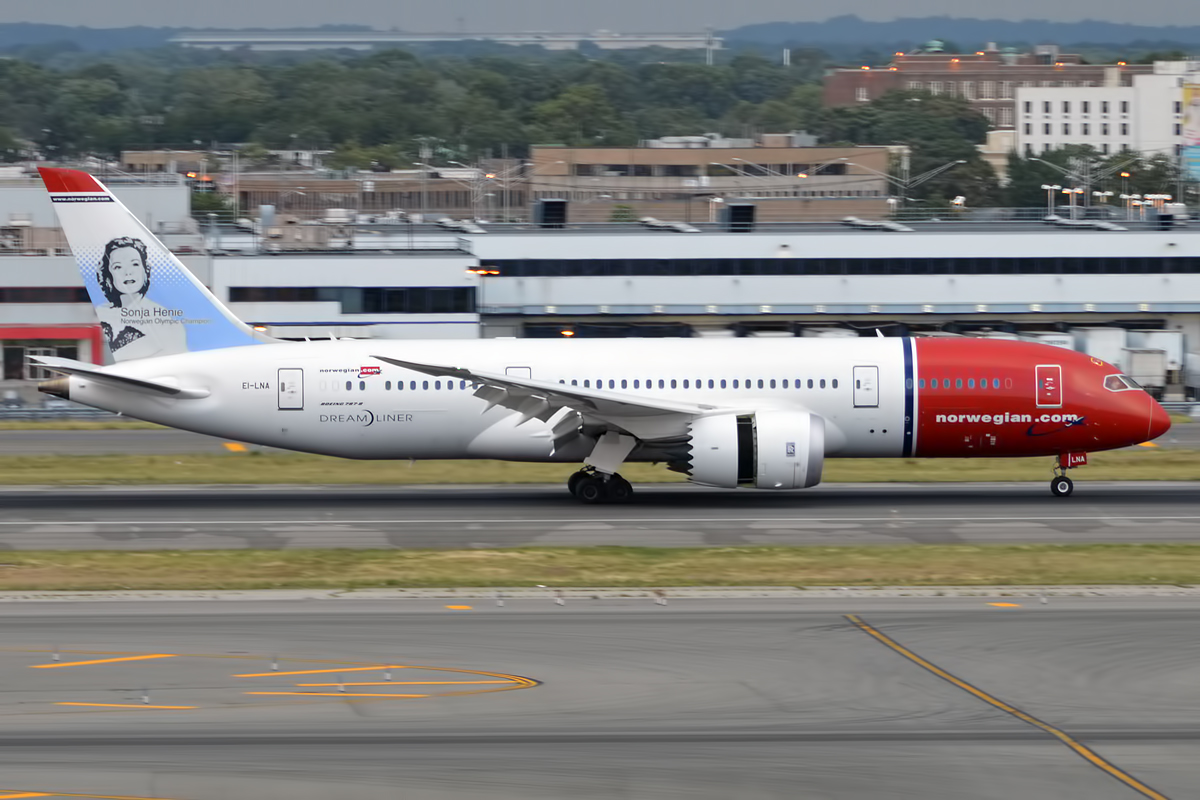
Boeing 787 de Norwegian Long Haul

Norwegian Long Haul foi uma aviação baixo custo criado pela Norwegian Air Shuttle. Criada em 1 de janeiro de 2012, operava voos para a Europa, Ásia e Estados Unidos com uma frota de Boeing 787. A empresa estava registrada em Dublin e estava sediada em Bærum.
A empresa-mãe Norwegian Air Shuttle anunciou em 14 de janeiro de 2021 que encerraria todos os voos de longo curso, encerrando as operações da Norwegian Long Haul.

## Frota
| Aeronave           | Total | Pedidos | Passageiros | Passageiros      | Passageiros      | Passageiros      |
| Aeronave           | Total | Pedidos | J           | Y+               | Y                | Total            |
| ------------------ | ----- | ------- | ----------- | ---------------- | ---------------- | ---------------- |
| Boeing 787-8       | 8     | 0       |             |                  |                  |                  |
| Boeing 787-9       | 12    | 10      |             |                  |                  |                  |
| Total de aeronaves | 22    |         |             | Atualizado: 2019 | Atualizado: 2019 | Atualizado: 2019 |